# Cnephasia zangheriana
Cnephasia zangheriana es una especie de polilla perteneciente al género Cnephasia, categorizada en la tribu Cnephasiini, de la subfamilia Tortricinae.

## Distribución
Se distribuye por Italia.

## Taxonomía
Fue descrita por Trematerra en 1991 y publicada por primera vez en (Cnephasia), Boll. Soc. ent. Ital. 123: 149.